# Volvi
Il lago Volvi (greco: Βόλβη), detto anche lago Bolbe, è un lago naturale della Grecia che si trova nella Macedonia Centrale, nell'antica regione della Migdonia.
Ha una lunghezza di circa 20 km ed una larghezza massima di circa 5,6 km, con una superficie di 68 km².
Il lago è collegato da un canale al vicino lago di Koroneia. Un piccolo fiume chiamato Rentina (probabilmente l'antico Erechios romanizzato in Richeios o Rechius) drena il lago sfociando nel golfo di Salonicco, dopo un percorso di circa 9 km che attraversa il passo di Aulon (o di Arethusa) che separa la penisola Calcidica dall'entroterra della Macedonia centrale.
Il lago Volvi ed il lago di Koroneia costituiscono un unico ecosistema e l'area è stata pertanto definita come Sito di Importanza Comunitaria (SIC) e fa parte della rete Natura 2000 con il codice GR1220001. Anche le rive del fiume Rentina sono definite SIC con il codice GR1220003.
Il sito costituito dai due laghi di Volvi e Koroneia, nonché dal Fiume Rentina e le sue rive, ha anche importanza per la conservazione di habitat di alcune famiglie di uccelli e pertanto è stato definito nel 2000 come Important Bird Area (IBA) con il codice GR032.